# Twijzelerheide
Twijzelerheide (Fries: Twizelerheide [tvizələr’ha.i ̯də], ook: De Heide [də’ha.i ̯də]) is een dorp in de gemeente Achtkarspelen, in de Nederlandse provincie Friesland.
Twijzelerheide ligt ongeveer 15 kilometer ten noordoosten van Drachten, 20 kilometer ten oosten van Leeuwarden en 10 kilometer ten zuiden van Dokkum. Twijzelerheide is sterk verweven met Zwaagwesteinde en Zwagerbosch, waarvan ten zuiden is gelegen.
Het dorp telde in 2023 bijna 1.795 inwoners. Onder het dorp valt ook een klein deel van de buurtschap Kuikhorne.

## Geschiedenis
Het dorp is ontstaan eind 18e eeuw en begin 19e eeuw op de heide bij Twijzel. Deze heide werd in 1718 simpelweg geduid als heyde. De echte sterke groei van het dorp vond in de 20ste eeuw plaats.

## Evenementen
In de eerste week van september wordt eens per twee jaar het Heidefeest gehouden in het dorp. Jaarlijks wordt een wandelvierdaagse georganiseerd. 

## Onderwijs
Er zijn twee basisscholen, It Twaspan (openbaar) en De Reinbôge (christelijk).

## Sport
Een bekende sportvereniging uit het dorp is Voetbal Vereniging Twijzelerheide (VVT). Vroeger speelde de club in de bovenkant van de eerste klasse, maar sinds 2014 bevindt men zich op vijfde klasse-niveau.
Verder is er een postduivenvereniging, de Gevleugelde Vrienden Twijzelerheide.

## Bouwwerken
Het enige rijksmonument in Twijzelerheide is de klokkenstoel op de begraafplaats.

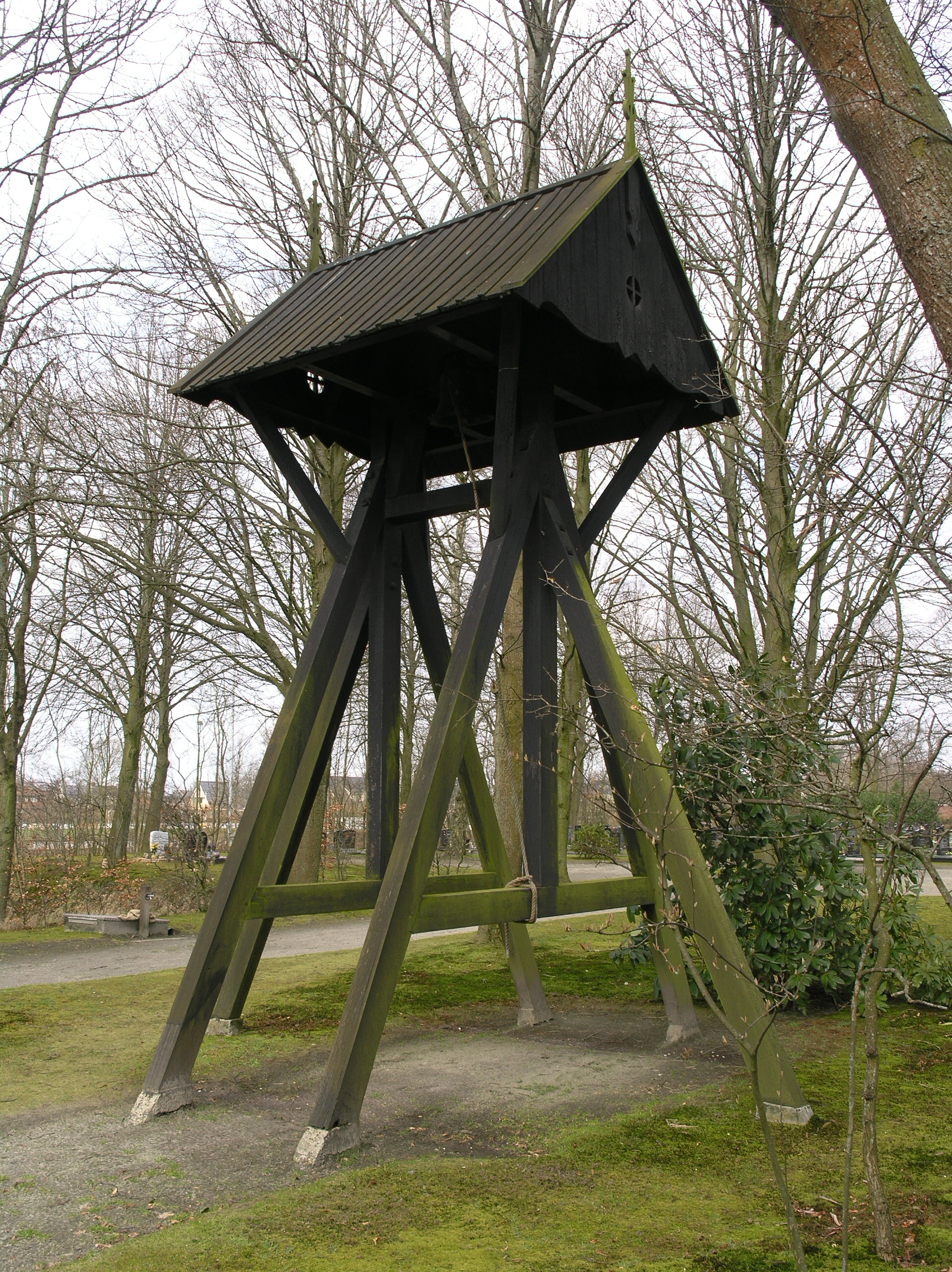
De klokkenstoel in 2006
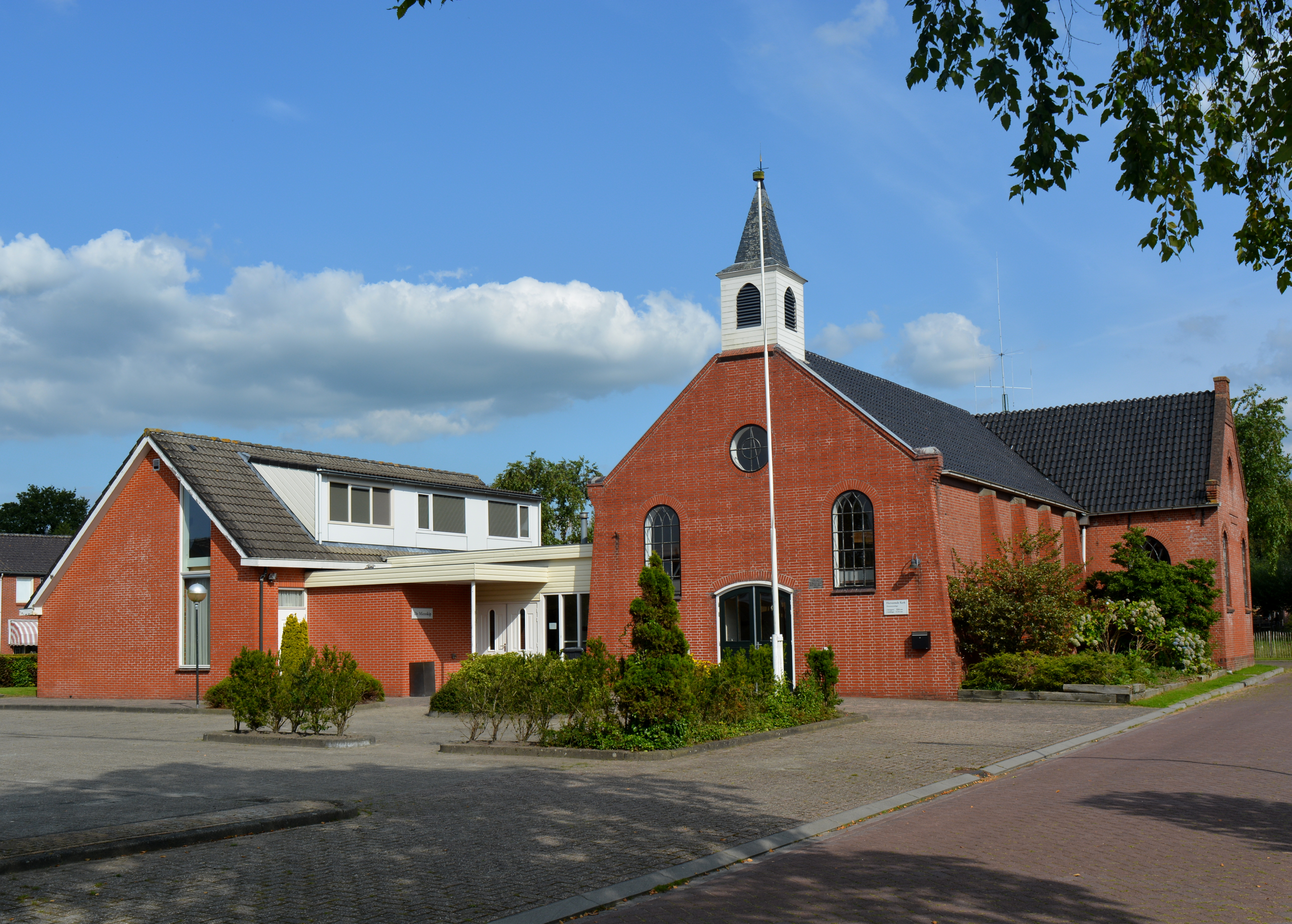
De hervormde kerk en De Mienskip in 2017
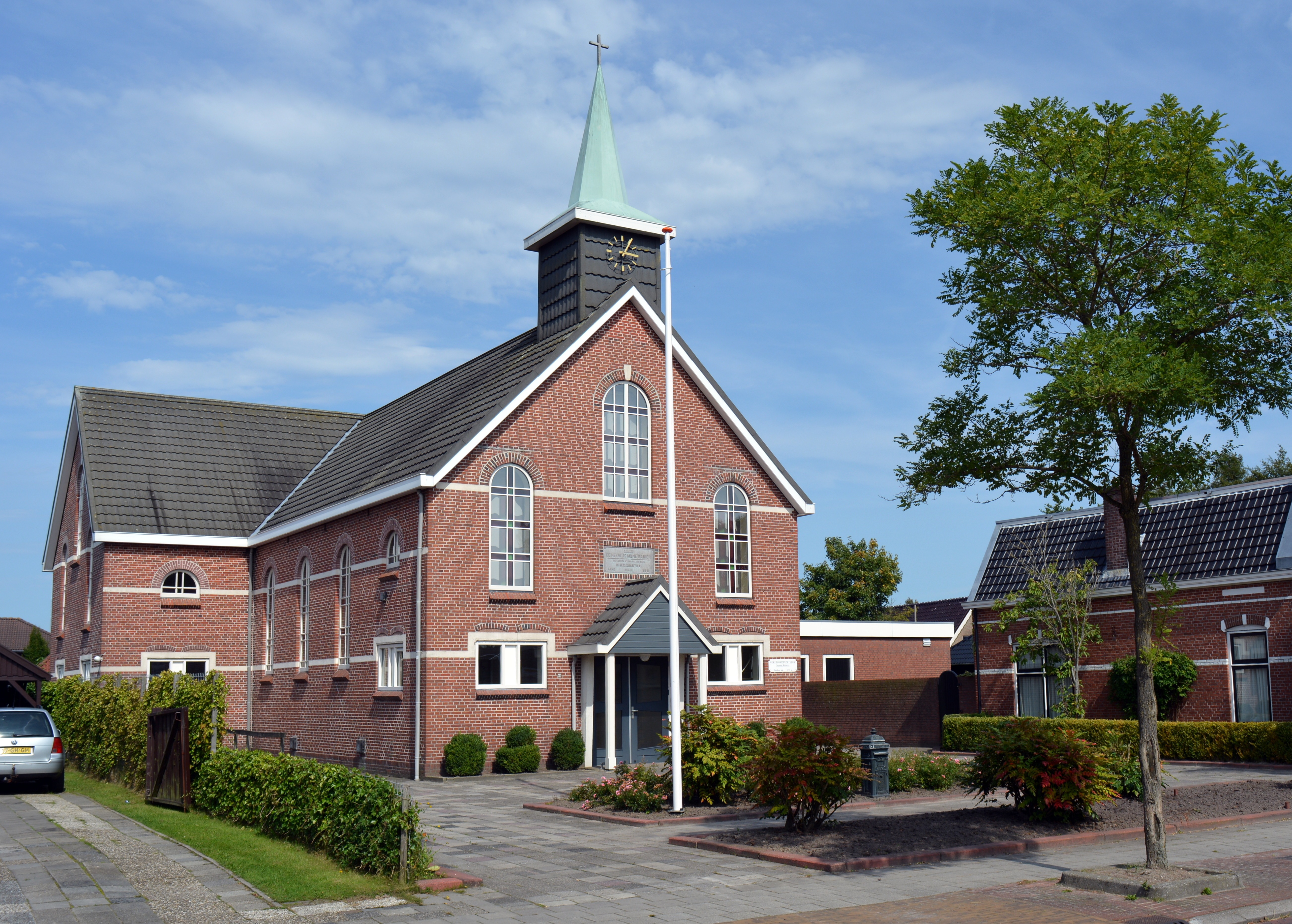
De gereformeerde kerk in 2017

## Bekende (oud-)inwoners
Tot de meer bekende (oud-)inwoners van het dorp behoren de zanger Rommy Henstra, de beide Hepies (van het duo Hepie & Hepie) en profvoetballer Oege-Sietse van Lingen.

## Geboren in Twijzelerheide
- Gerriet Postma (1932–2009), kunstschilder
- Johannes Lützen Bouma (1934-2025), econoom en hoogleraar
- Rommy Henstra (1950–2007), volkszanger
- Hepie Postma (1956), zangeres
- Hepie Hiemstra (1961), zangeres
- Mariska Kramer-Postma (1974), atleet
- Oege Sietse van Lingen (1999), voetballer